# Nahed Taher
Pour les articles homonymes, voir Taher (homonymie).
Nahed Taher (de son nom complet Nahed Mohammed Taher) est une économiste saoudienne, directrice générale de la National Commercial Bank, banque dont le siège se trouve au Bahreïn.

## Biographie
Nahed Taher étudie l'économie à l'université du roi Abdulaziz, à Djeddah, en Arabie saoudite. Elle continue ses études à la Lancaster University Management School au Royaume-Uni où elle reçoit un MSc en économie en 1998 et un PhD en économie en 2001.
Elle retourne ensuite en Arabie saoudite où elle travaille comme économiste de la National Commercial Bank. 
Elle obtient le poste de CEO de la National Commercial Bank en 2005 devenant ainsi la première femme a diriger une banque dans la région du Golf,.
En 2005, avec Ziyad F. Omar et un capital de $1 milliard, elle crée la banque d'investissement Gulf One Investment Bank qui finance des projets d'infrastructures tels que des terminaux d'aéroport,.
Elle est surnommée la  « rose du désert » par le milieu des affaires saoudien, pour son aptitude à développer des activités dans les milieux les plus arides.
En 2006, elle est élue dans la liste de Forbes des 100 femmes les plus influentes. 

## Autres mandats
Nahed Taher est aussi :
- Président de Moya water Company
- Président d'Al-Buraq Aviation
- Membre du comité suprême de l'environnement saoudien
- Membre du conseil du groupe OECD-MENA
- Membre international du conseil du centre d'études et de recherche sur les énergies du roi Abdullah
- Membre du conseil de la fondation de l'université IMD (Suisse)

## Ouvrages
- Energy and Environment in Saudi Arabia: Concerns & Opportunities, Nahed Taher et Bandar Al-Hajjar, ed. Springer, 2013  (ISBN 978-3319029818)

## Prix et récompenses
- 72e femme la plus influente, Forbes, 2006[9]
- 24e femme la plus puissante du monde, Financial Times, 2010
- Femme d'affaires de l'année 2007, prix décerné par le prince Soutam ben Abdelaziz Al Saoud[8]